# Денкте
Денкте (нім. Denkte) — громада в Німеччині, розташована в землі Нижня Саксонія. Входить до складу району Вольфенбюттель. Складова частина об'єднання громад Ельм-Ассе.
Площа — 18,16 км2. Населення становить 2812 ос. (станом на 31 грудня 2021).

## Галерея

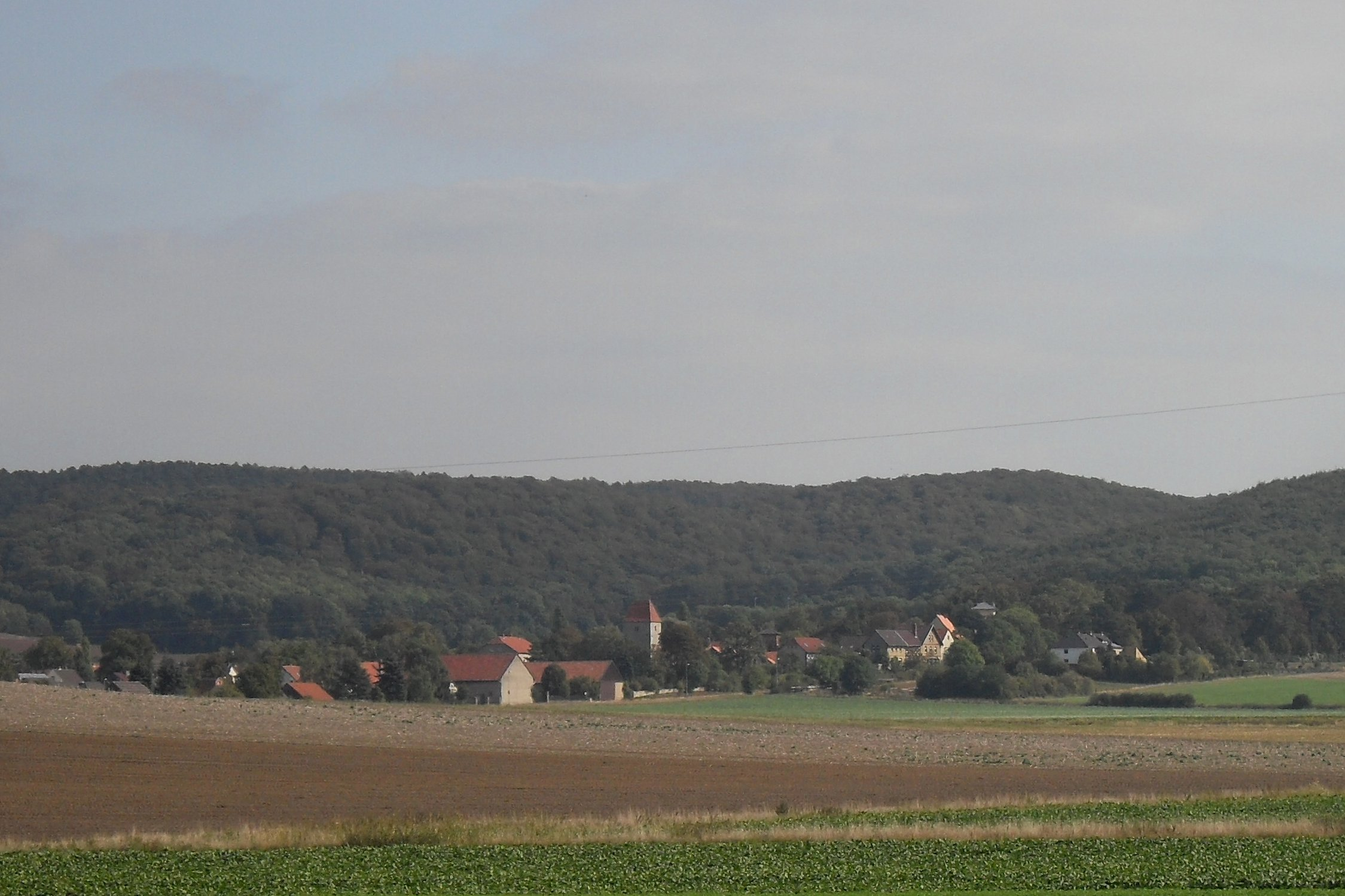
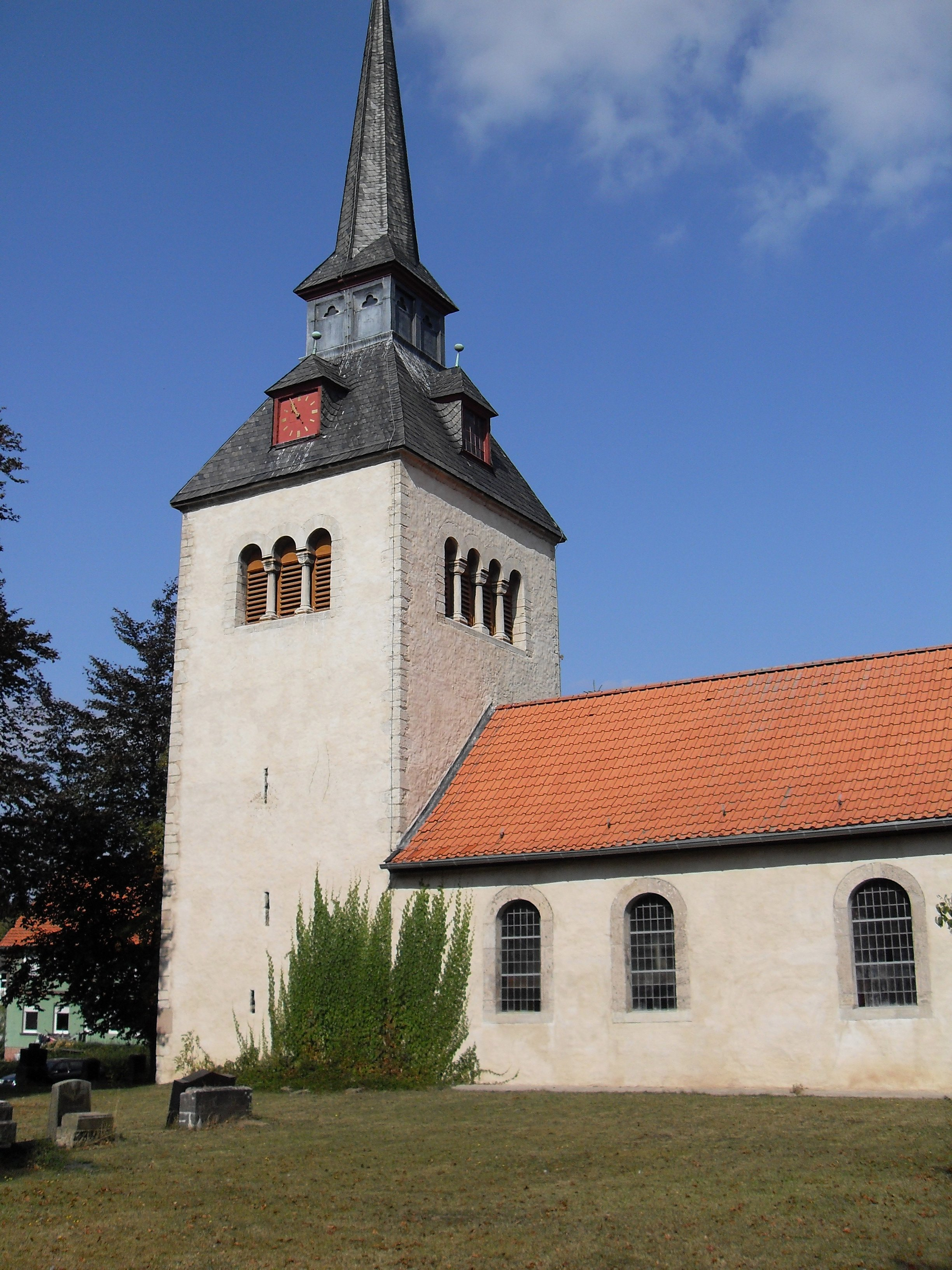
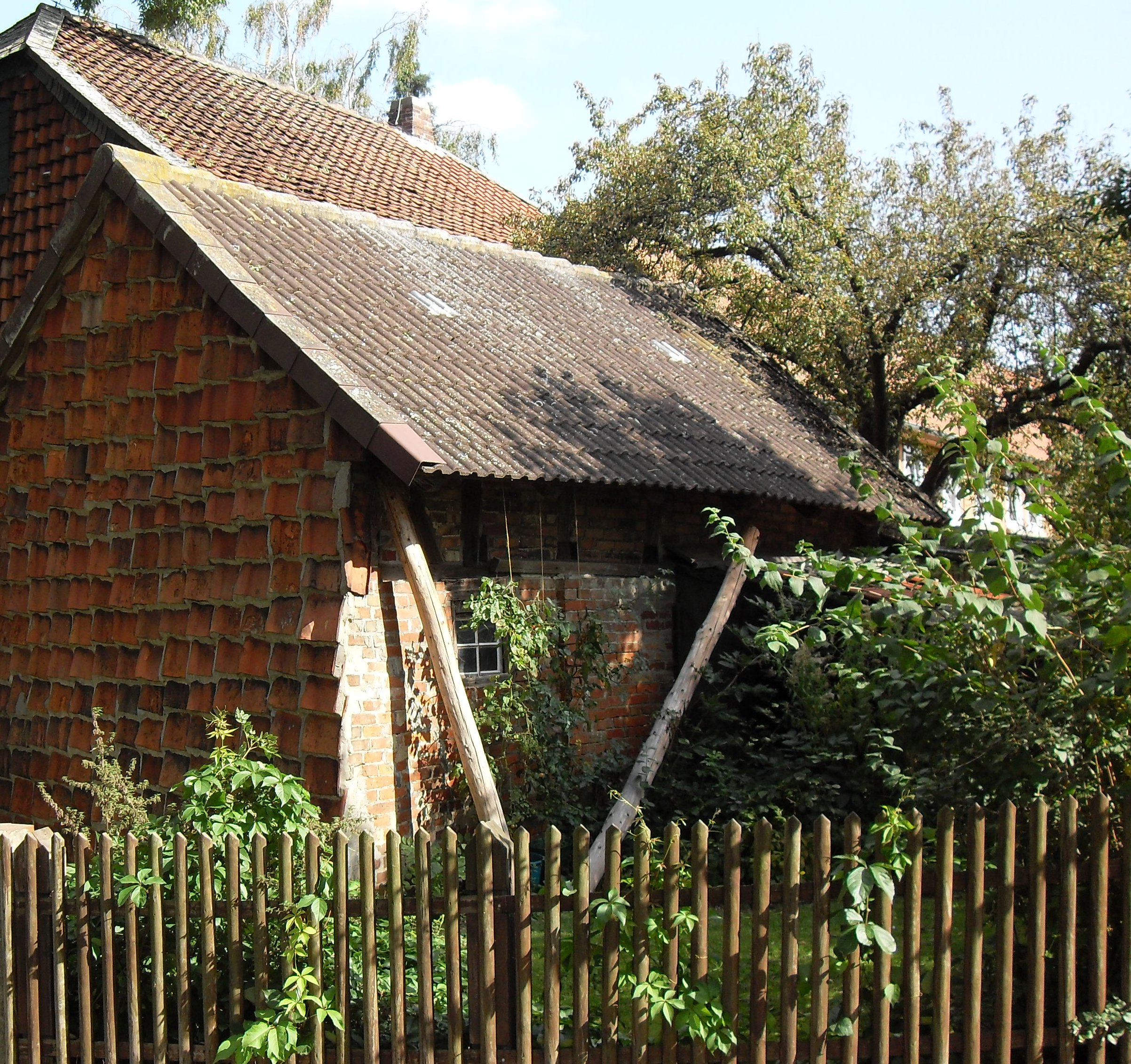